# Morten Bøe
Morten Bøe (né le 7 décembre 1971 à Sandefjord en Norvège) est un archer norvégien.

## Biographie
Bøe commence le tir à l'arc en 1977. Il fait ses premières compétitions professionnelles en 1988. En 2001, il devient champion du monde en remportant l'épreuve par équipe homme avec Sigmund Johansen et Kolbjoern Flaa lors des championnats du monde de tir à l'arc à Pékin. Il y remporte également une médaille de bronze dans l'épreuve individuelle. En 2005, il obtient une médaille d'argent dans l'épreuve individuelle. De surcroît, il remporte une médaille d'argent dans l'épreuve par équipe en compagnie de Terje Roestad et de Thomas Stenvoll.

## Palmarès
- Championnats du monde[1]
  -  Médaille de bronze à l'épreuve individuelle homme aux championnats du monde de 2001 à Pékin.
  -  Médaille d'or à l'épreuve par équipe homme aux championnats du monde de 2001 à Pékin (avec Sigmund Johansen et Kolbjoern Flaa).
  -  Médaille d'argent à l'épreuve individuelle homme aux championnats du monde de 2005 à Madrid.
  -  Médaille d'argent à l'épreuve par équipe homme aux championnats du monde de 2005 à Madrid (avec Terje Roestad et Thomas Stenvoll).